# Антанта

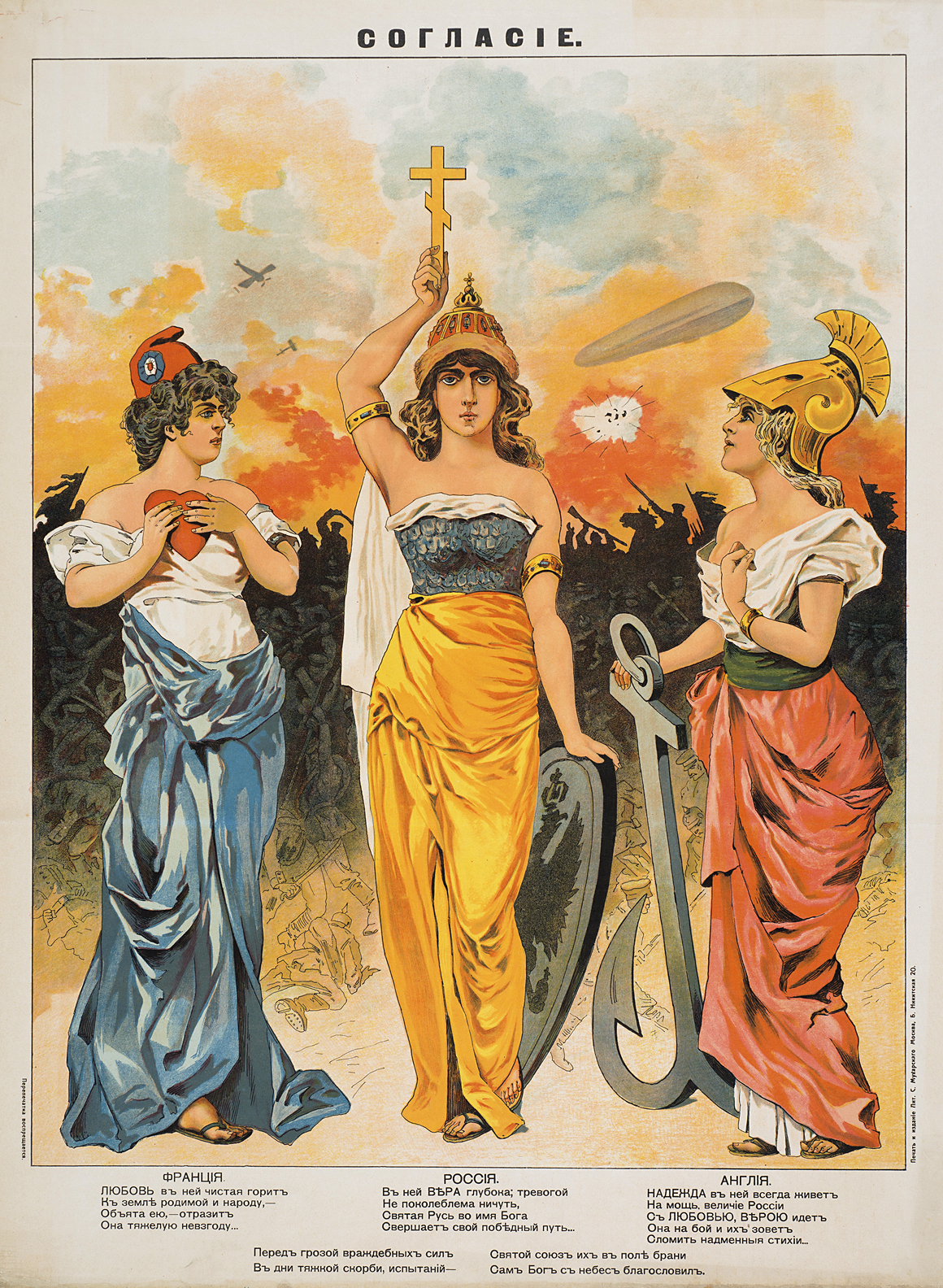
Российский плакат 1914 года

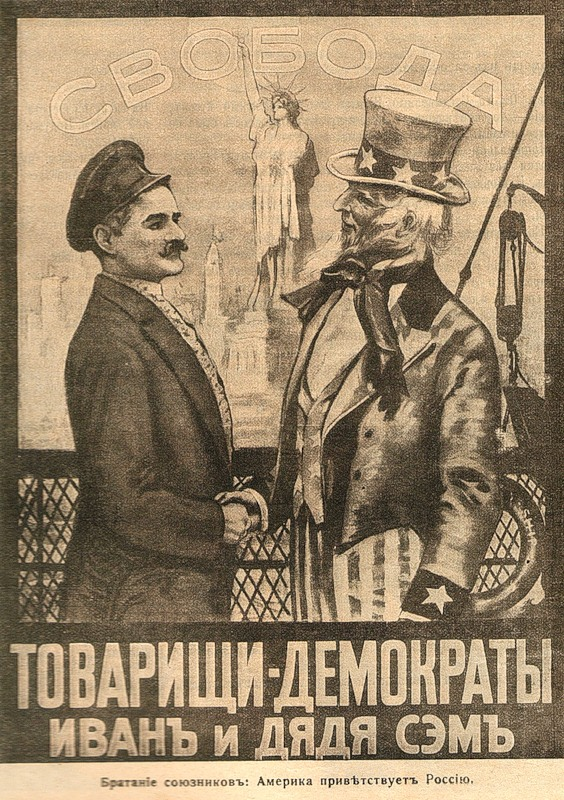
Российский плакат 1917 года

Анта́нта (фр. entente соглашение, согласие) — военно-политический блок Российской империи, Великобритании и Франции. За рубежом в официальной и академической литературе принято расширенное наименование Тро́йственная Анта́нта (англ. Triple Entente). Создан в качестве противовеса «Тройственному союзу» Германии, Австро-Венгрии и Италии. Сложился в основном в 1904—1907 годах и завершил размежевание великих держав накануне Первой мировой войны.
Первоначально, с 1904 года, словосочетание фр. l’Entente cordiale («сердечное согласие») использовалось для обозначения только что оформленного нового англо-французского союза, напоминая о кратковременном англо-французском союзе 1840-х годов, носившем то же название.

## Образование Антанты

Военно-политические союзы в Европе перед началом Первой мировой войны

Создание Антанты стало реакцией на создание Тройственного союза и усиление Германии, а также стало стремлением не допустить гегемонии Германии в Континентальной Европе первоначально со стороны России и Франции (Франция изначально занимала антигерманскую позицию), а затем — и со стороны Великобритании. Последняя перед лицом угрозы германской гегемонии была вынуждена отказаться от доктрины «блестящей изоляции» и перейти к — впрочем, тоже традиционной — доктрине создания военно-политического блока против сильнейшей державы Континентальной Европы. Особенно важными стимулами к такому изменению Британской геополитической доктрины являлись: Германская военно-морская программа и колониальные притязания Германии. В частности, создание Германией океанского флота (Флота открытого моря) расценивалось Великобританией как прямая угроза Великобритании, так как все экономическое благополучие Великобритании держалось на морских транспортных коммуникациях. В Германии, в свою очередь, такой поворот событий был объявлен «окружением» и послужил поводом для новых военных приготовлений, позиционируемых как сугубо оборонительные.
Конфликт между Антантой и Тройственным союзом в результате привел к развязыванию Первой мировой войны, где противником Антанты и её союзников был блок Центральных держав, в котором Германия играла ведущую роль. Франция много сделала для координации военных усилий Антанты.
Изначально Антанта была более политическим союзом, и только затягивание первой мировой войны и эффективное управление армиями противника германским Генеральным штабом поставили в 1915 году вопрос о тесном военном взаимодействии участников Антанты. С 1915 года стали проводиться регулярные межсоюзнические конференции держав Антанты (первая открылась 7 июля 1915 года в Шантильи).
После победы над Германией в 1919 году Верховный совет Антанты практически выполнял функции «мирового правительства», занимаясь устроением послевоенного порядка, однако провал политики Антанты в отношении России (тогда уже Советской России) и Турции обнаружил пределы могущества Антанты, подтачиваемой внутренними трениями между державами-победительницами. В этом политическом качестве «мирового правительства» Антанта прекратила существование после образования Лиги Наций.

## Основные даты
- 1891 год — оформлено соглашение между Российской империей и Французской республикой о создании Франко-русского союза.
- 5 (17) августа 1892 года — подписание секретной военной конвенции между Россией и Францией.
- 1893 год — заключение оборонительного союза России с Францией.
- 1904 год — подписание англо-французского соглашения.
- 1907 год — подписание англо-русского соглашения.

## Интервенция Антанты в Россию
Октябрьская революция в России первоначально имела значение для союзников России по Антанте прежде всего в плане возможной военной катастрофы для Антанты вследствие выхода России из войны и свёртывания Восточного фронта, а также переброски высвободившихся Германо-Австрийских войск на Западный фронт. Великобритания, Франция и Италия, считая, что власть в России захватила прогерманская партия, заключившая сепаратное перемирие и начавшая мирные переговоры с Германией о выходе России из войны, приняли решение о поддержке сил, не признавших власть нового режима.
22 декабря конференция представителей стран Антанты в Париже признала необходимым поддерживать антибольшевистские правительства Украины, казачьих областей, Сибири, Средней Азии, Кавказа и Финляндии и открыть им кредитные линии. 23 декабря 1917 года было заключено англо-французское соглашение о разделе сфер ответственности в России:
1. в зону Великобритании вошли Кавказ и казачьи области,
2. в зону Франции — Бессарабия, Украина и Крым;
3. Сибирь и Дальний Восток рассматривались как зона ответственности США и Японии (во время Первой мировой войны США и Япония были союзниками России в рамках Антанты).

После заключения Брестского мира 3 марта 1918 года Антанта заявила о непризнании этого соглашения, но военные действия против советской власти так и не начала, пытаясь вести с советской властью переговоры. 6 марта немногочисленный английский десант (две роты морской пехоты) высадился в Мурманске для предотвращения захвата немцами огромного количества военных грузов, поставленных союзниками в Россию, но никаких враждебных действий против советской власти не предпринимал (до 30 июня). В ответ на убийство двух японских граждан 5 апреля две роты японской и полурота британской морской пехоты высадились во Владивостоке, но спустя две недели были возвращены на корабли.
Обострение отношений между Антантой и большевистским правительством началось в мае 1918 года. Тогда Германия потребовала от Советской России строго выполнять условия Брестского мира — в частности, интернировать, то есть полностью разоружить и заключить в концлагеря, всех военнослужащих стран Антанты и её союзников, находившихся на советской территории. Это привело:
- к восстанию чехословацкого корпуса;
- к высадке 2-тысячного десанта англичан в Архангельске в августе 1918 года;
- к продвижению японцев в Приморье и в Забайкалье.

После поражения Германии в ноябре 1918 года Антанта предпринимает попытку заполнить образовавшийся с выводом немецких войск (и турецких — в Закавказье) военно-политический вакуум, занимая русские причерноморские города: Одессу, Севастополь, Николаев, а также Закавказье. Впрочем, кроме батальона греков, участвовавшего в боях с отрядами атамана Григорьева под Одессой, остальные войска Антанты, так и не приняли бой и в апреле 1919 года были эвакуированы из Одессы и Крыма.
На Дальнем Востоке продолжала активно действовать Япония, преследуя собственные интересы, но сдерживаемая в этом отношении США. Англия весной 1919 года по приглашению местных правительств Грузии, Армении и Азербайджана высадила свои войска в Закавказье.
Активная материальная и экономическая помощь Белому движению продолжалась до заключения Версальского мира, оформившего поражение Германии в войне. После чего помощь западных союзников Белому движению постепенно прекращается.
В советской исторической науке интервенция Антанты в Россию рассматривалась как вторжение, направленное против Советской России, отождествлявшейся советским правительством с Россией в целом. 

## Мнения
Император Германии Вильгельм II в своих воспоминаниях утверждает, что фактически блок Антанты оформился ещё в 1897 г., после подписания между Англией, США и Францией трёхстороннего соглашения, известного как «Джентльменское соглашение».

В книге «The problem of Japan» анонимного автора, вышедшей в 1918 году в Гааге, написанной якобы экс-дипломатом из Дальнего Востока, приводятся выдержки из книги профессора истории при Вашингтонском университете в С.-Луи Роланда Ашера. Ашер точно так же, как и его бывший коллега, профессор Колумбийского университета в Нью-Йорке Джон Бассет Мур, часто привлекался государственным департаментом в Вашингтоне в качестве советника по вопросам внешней политики, ибо он был большим знатоком в международных вопросах, касавшихся и Соединенных Штатов, каких в Америке не много. Благодаря вышедшей в 1913 году книге профессора истории при Вашингтонском университете Роланда Ашера впервые стало известно о содержании заключённого весной 1897 года «Agreement» или «Treaty» (соглашения или договора) тайного характера между Англией, Америкой и Францией. Это соглашение устанавливало, что в случае, если Германия, или Австрия, или обе вместе начнут войну в интересах «пангерманизма», то Соединенные Штаты тотчас же станут на сторону Англии и Франции, и предоставят все свои средства на оказание помощи этим державам. Профессор Ашер приводит в дальнейшем все причины, в том числе и колониального характера, заставившие Соединенные Штаты принять участие в войне против Германии, близость которой он предсказывал ещё в 1913 году.
— Анонимный автор «The problem of Japan» составил особую таблицу пунктов заключённого в 1897 году соглашения между Англией, Францией и Америкой, разделив их по отдельным рубрикам, и изобразив, таким образом, в наглядной форме размеры взаимных обязательств. Эта глава его книги читается с чрезвычайным интересом и хорошо дает представление о событиях, предшествовавших мировой войне, и о приготовлениях к ней стран Антанты, которые, ещё не выступив под именем «Entente cordiale», уже тогда объединялись против Германии. Экс-дипломат при этом замечает: здесь мы имеем договор, заключённый, по утверждению профессора Ашера, ещё в 1897 году, — договор, который предусматривает все этапы участия Англии, Франции и Америки в будущих событиях, включая и завоевание испанских колоний, и контроль над Мексикой и Центральной Америкой, и использование Китая, и аннексию угольных станций. Тем не менее, профессор Ашер хочет уговорить нас, что эти мероприятия были необходимы лишь для того, чтобы спасти мир от «пангерманизма». Излишне напоминать профессору Ашеру, продолжает экс-дипломат, что если бы даже признать существование призрака «пангерманизма», то в 1897 году об этом ещё, конечно, никто не слыхал, ибо к этому времени Германия ещё не выставила своей большой морской программы, обнародованной только в 1898 году. Таким образом, если Англия, Франция, и Соединенные Штаты действительно лелеяли те общие планы, которые профессор Ашер им приписывает, и если они заключили союз для осуществления этих планов, то едва ли возможно будет объяснить и возникновение этих планов, и их выполнение таким слабым предлогом, как успехи «пангерманизма». Так говорит экс-дипломат. Этому можно поистине поражаться. Галлы и англосаксонцы с целью уничтожения Германии и Австрии, и устранения их конкуренции на мировом рынке в обстановке полнейшего мира, без малейших угрызений совести заключают направленный против Испании, Германии и т. д. настоящий договор о разделе, разработанный до мельчайших деталей. Договор этот был заключён объединёнными галло-англосаксонцами за 17 лет до начала мировой войны, и цели его систематически разрабатывались в течение этого периода. Теперь можно понять ту лёгкость, с какой король Эдуард VII мог проводить свою политику окружения; главные актёры уже давно спелись и были готовы. Когда он окрестил этот союз «Entente cordiale», это было для мира, особенно для немцев, неприятной новостью; для другой же стороны это было только официальным признанием давно уже известного де-факто.